# BRF S.A.
BRF S.A. er en brasiliansk børsnoteret multinational fødevarekoncern. I 2017 havde de en omsætning 10,8 mia. amerikanske dollar og var blandt de største fødevarevirksomheder i verden. Virksomhedens produkter omfatter primært kød men omfatter også margarine, frosne færdigretter og frosne grøntsager. BRF har over 30 mærker iblandt dem er: Sadia, Perdigão, Qualy, Paty, Dánica og Bocatti. Produkterne sælges i over 150 lande. Hovedsædet er i Itajaí og der drives 50 produktionsanlæg i otte lande: Argentina, Brasilien, Forenede Arabiske Emirater, Holland, Malaysia, Storbritannien, Thailand og Tyrkiet.
BRF S.A. blev til ved en fusion mellem Sadia og Perdigão, to væsentlige brasilianske fødevarevirksomheder. Fusionen blev endeligt gennemført 13. juli 2013, efter forhandlinger der begyndte i 2008.